# 決鬥大師
《決鬥大師》是一款由威世智開發，Takara Tomy發售的卡片遊戲，並有漫畫、動畫和遊戲等衍生作品。原著漫畫和卡牌遊戲於2002年5月30日在日本正式發行，其後於2004年3月5日拓展至美國。截止至2023年電視動畫目前推出21套，劇場版3套。

## 登場角色

### 系列主角
切札勝舞（配音：小林由美子、内山昂輝（VS以後））
切札勝太（配音：小林由美子）
切札 勝（配音：小林由美子）
斬扎 WIN（配音：鵜澤正太郎）

### 主要人物（初代－「SX」篇）
角古（配音：今井由香（日））
切札勝利（配音：濱田賢二（日））
難波金太郎（配音：芝原千彌子（日））
黃昏美美/黃昏咪咪（配音：中島沙樹（日））
白凰（配音：皆川純子（日））
黑城凶死郎（配音：岸尾大輔（日））

### 主要人物（「VS」篇）
瀧川露露（配音：丹下櫻（日））
岡部太郎（配音：菅原雅芳（日））
配音：高木涉
配音：水澤史繪

### 主要人物（「VSRF」篇）
意地惡清盛（配音：金田晶（日））

## 電視動畫

### 決鬥大師
電視動畫《決鬥大師》（日語：デュエル・マスターズ）於2002年10月21日至2003年4月4日在東京電視網播出，全26話。

#### 動畫原創人物
真中紗雪（配音：千葉紗子）

#### 各話列表
| 話數 | 日文標題 | 中文標題 | 劇本     | 分鏡                       | 演出         | 作畫監督            |
| ---- | -------- | -------- | -------- | -------------------------- | ------------ | ------------------- |
| 1    |          |          | 西園悟   | 宮下新平                   | 宮下新平     | 平岡正幸            |
| 2    |          |          | 西園悟   | 加納綾                     | 大宅光子     | 大島巧              |
| 3    |          |          | 西園悟   | 加納綾                     | 三宅雄一郎   | 江上夏樹            |
| 4    |          |          | 金卷兼一 | 則座誠 高乘陽子            | 則座誠       | 宮田奈保美          |
| 5    |          |          | 山口亮太 | 桝井剛                     | 桝井剛       | 三浦日出夫          |
| 6    |          |          | 赤星政尚 | 宮下新平                   | 宮下新平     | 山口保則            |
| 7    |          |          | 西園悟   | 加納綾                     | 大宅光子     | 高乘陽子 鍵山仁志   |
| 8    |          |          | 山口亮太 | 加納綾 網嵜涼子 原由美子   | 太田知章     | 江上夏樹            |
| 9    |          |          | 金卷兼一 | 則座誠 高乘陽子 山内東生雄 | 則座誠       | 鎌田祐輔 宮田奈保美 |
| 10   |          |          | 西園悟   | 桝井剛                     | 桝井剛       | 三浦日出夫          |
| 11   |          |          | 赤星政尚 | 宮下新平                   | 宮下新平     | 山口保則            |
| 12   |          |          | 金卷兼一 | 鈴木輪流郎                 | 五月女浩一朗 | 高乘陽子 鍵山仁志   |
| 13   |          |          | 西園悟   | 早川啓二                   | 早川啓二     | 坂卷貞彦            |
| 14   |          |          | 山口亮太 | 宮下新平 平岡正幸          | 宮田亮       | 今泉賢一            |
| 15   |          |          | 西園悟   | 三宅雄一郎                 | 三宅雄一郎   | 江上夏樹            |
| 16   |          |          | 金卷兼一 | 桝井剛                     | 桝井剛       | 三浦和也            |
| 17   |          |          | 赤星政尚 | 宮下新平                   | 宮下新平     | 山口保則            |
| 18   |          |          | 西園悟   | 早川啓二                   | 早川啓二     | 坂卷貞彦            |
| 19   |          |          | 赤星政尚 | 鈴木輪流郎                 | 宮下新平     | 山口保則            |
| 20   |          |          | 金卷兼一 | 太田知章                   | 太田知章     | 江上夏樹            |
| 21   |          |          | 西園悟   | 宮下新平                   | 宮下新平     | 山口保則            |
| 22   |          |          | 西園悟   | 鈴木輪流郎                 | 鈴木輪流郎   | 森川均              |
| 23   |          |          | 西園悟   | 三宅雄一郎                 | 三宅雄一郎   | 大島巧              |
| 24   |          |          | 西園悟   | 桃瀬まりも                 | 土屋日       | 村上勉              |
| 25   |          |          | 西園悟   | 宮下新平                   | 太田知章     | 江上夏樹            |
| 26   |          |          | 山口亮太 | 鈴木芳成                   | 鈴木芳成     | 山口保則            |

#### 主題曲

填詞：Nao，作曲、編曲：五十嵐"IGAO"淳一，主唱：Nao

### 決鬥大師Charge
電視動畫《決鬥大師Charge》（日語：デュエル・マスターズ チャージ）於2004年4月至2006年3月在兒童節目《Oha Suta》時段內，與《絕對冇命危險爺爺》（絶体絶命でんぢゃらすじーさん）和《嗨嗨帕妃亞美由美》隔週交替播出，全52話。

### 新星輝決鬥大師Flash
電視動畫《新星輝決鬥大師Flash》（日語：新星輝デュエル・マスターズ フラッシュ）於2006年4月10日至2007年3月23日在東京電視網播出，全24話。

### Zero決鬥大師
電視動畫《Zero決鬥大師》（Zero Duel Masters）於2007年4月9日至9月28日播出，全12話。

### 決鬥大師Zero
電視動畫《決鬥大師Zero》（Duel Masters Zero）為《Zero決鬥大師》的續篇。於2007年10月6日至2008年3月29日在《早安競技場》時段內播出，全25話。

### 決鬥大師Cross
電視動畫《決鬥大師Cross》（Duel Masters Cross）為《決鬥大師Zero》的續篇。2008年4月5日至2010年3月27日在《早安競技場》時段內播出，全100話。

### 決鬥大師Cross Shock
電視動畫《決鬥大師Cross Shock》（Duel Masters Cross Shock）為《決鬥大師Cross》的續作。在2010年4月3日至2011年3月26日於《早安競技場》時段內播出，全50話。

### 決鬥大師Victory
電視動畫《決鬥大師Victory》（Duel Masters Victory）於2011年4月2日至2012年3月31日在《早安競技場》時段內播出，全52話。

### 決鬥大師Victory V
2012年4月7日至2013年3月30日播出，為《決鬥大師Victory》的續篇，全51話。

### 決鬥大師Victory V3
2013年4月6日至2014年3月29日播出，為《決鬥大師Victory V》的續篇，全51話。

### 決鬥大師VS
《決鬥大師VS》（Duel Masters Versus）2014年4月5日至2015年3月28日播出，使用前作「Victory」世界觀，全49話。

#### 各話列表
| 話數 | 日文標題                                        | 中文標題 | 劇本         | 分鏡                     | 演出              | 作畫監督                                          |
| ---- | ----------------------------------------------- | -------- | ------------ | ------------------------ | ----------------- | ------------------------------------------------- |
| 1    |                                                 |          | 加藤陽一     | 佐佐木忍                 | 宮西哲也          | 薮本陽輔 藤原彰人                                 |
| 2    |                                                 |          | 加藤陽一     | 佐佐木忍 宮西哲也        | 冨永恒雄          | 加野晃                                            |
| 3    |                                                 |          | 加藤陽一     | 宮田亮                   | 宮田亮            | 栗尾昌宏                                          |
| 4    |                                                 |          | 高橋奈津子   | 上原秀明                 | 江島泰男          | 細川修平 小平はじめ                               |
| 5    |                                                 |          | 永野たかひろ | 村木良幸                 | 加藤顕            | 金子匡邦                                          |
| 6    |                                                 |          | 田村安彦     | 阿泉紫苑                 | 山岡実            | 飯飼一幸 藤原彰人                                 |
| 7    |                                                 |          | 根元歲三     | 山崎茂                   | 山崎茂            | 南伸一郎                                          |
| 8    |                                                 |          | 加藤陽一     | 宮西哲也                 | 宮西哲也          | 薮本陽輔 KIM YONGSIK                              |
| 9    |                                                 |          | 永野たかひろ | 中川聰                   | 中川聰            | 加野晃                                            |
| 10   |                                                 |          | 田村安彦     | 暮田公平                 | 暮田公平          | 栗尾昌宏 LIM CHEA DUCK LIM SEUNG BONG KIM YONGSIK |
| 11   |                                                 |          | 高橋奈津子   | 江島泰男                 | 江島泰男          | 細川修平 大原和男                                 |
| 12   |                                                 |          | 根元歲三     | 宮田亮                   | 宮田亮            | 飯飼一幸 藤原彰人                                 |
| 13   |                                                 |          | 永野たかひろ | 加藤顕                   | 加藤顕            | 金子匡邦                                          |
| 14   |                                                 |          | 田村安彦     | 山崎茂                   | 山崎茂            | 福島豊明 南伸一郎                                 |
| 15   |                                                 |          | 高橋奈津子   | 山岡実                   | 山岡実            | 薮本陽輔 栗尾昌宏 KIM YONGSIK                     |
| 16   |                                                 |          | 根元歲三     | 中川聰                   | 中川聰            | 牛島勇二 加野晃                                   |
| 17   |                                                 |          | 永野たかひろ | 小倉宏文                 | 小倉宏文          | 藤原彰人 飯飼一幸                                 |
| 18   |                                                 |          | 永野たかひろ | 藤原良二                 | 関田修            | 小平はじめ 細川修平 大原和男                      |
| 19   |                                                 |          | 加藤陽一     | 宮田亮 佐佐木忍 宮西哲也 | 宮田亮            | 栗尾昌宏 あんきな                                 |
| 20   |                                                 |          | 加藤陽一     | 阿泉紫苑                 | 加藤顕            | 金子匡邦                                          |
| 21   |                                                 |          | 根元歲三     | 山崎茂                   | 山崎茂            | 南伸一郎 福島豊明                                 |
| 22   |                                                 |          | 田村安彦     | 阿泉紫苑                 | 新井宣圭          | 加野晃                                            |
| 23   |                                                 |          | 高橋奈津子   | 關野關十                 | 關野關十          | 藤原彰人 飯飼一幸                                 |
| 24   |                                                 |          | 根元歲三     | 藤原良二                 | 高村雄太          | 細川修平 大原和男                                 |
| 25   |                                                 |          | 高橋奈津子   | 山岡実                   | 山岡実            | 栗尾昌宏 加野晃 増田敏彦                          |
| 26   |                                                 |          | 大知慶一郎   | 前園文夫                 | 前園文夫          | 金子匡邦 野口啓生                                 |
| 27   |                                                 |          | 田村安彦     | 阿泉紫苑 宮田亮          | 宮田亮            | 藤原彰人 加野晃                                   |
| 28   |                                                 |          | 永野たかひろ | 山崎茂                   | 山崎茂            | 福島豊明 南伸一郎                                 |
| 29   |                                                 |          | 加藤陽一     | 阿泉紫苑 新井宣圭        | 新井宣圭          | 加野晃                                            |
| 30   |                                                 |          | 根元歲三     | 關野關十                 | 關野關十          | 小島えり 牧内ももこ 飯飼一幸                      |
| 31   |                                                 |          | 大知慶一郎   | 藤原良二                 | 高村雄太          | 細川修平 小平はじめ 大原和男                      |
| 32   |                                                 |          | 高橋奈津子   | 小倉宏文                 | 山内東生雄        | 金子匡邦 野口啓生                                 |
| 33   |                                                 |          | 高橋奈津子   | 佐佐木忍 宮田亮          | 山岡実            | 栗尾昌宏                                          |
| 34   |                                                 |          | 永野たかひろ | 宮西哲也                 | 宮西哲也          | 藤原彰人                                          |
| 35   |                                                 |          | 小林英造     | 山崎茂                   | 山崎茂            | 南伸一郎 鈴木克                                   |
| 36   |                                                 |          | 根元歲三     | 冨永恒雄                 | 伊藤史夫          | 加野晃                                            |
| 37   |                                                 |          | 大知慶一郎   | 宮田亮                   | 宮田亮            | 飯飼一幸 浜津武広                                 |
| 38   |                                                 |          | 永野たかひろ | 藤原良二                 | 宮西哲也 新井宣圭 | 細川修平 大原和男                                 |
| 39   |                                                 |          | 田村安彦     | 關野關十                 | 關野關十          | 栗尾昌宏 加野晃                                   |
| 40   | ja\|ルシファーっ! 死すっ!?                      |          | 根元歲三     | 阿泉紫苑                 | 山内東生雄        | 金子匡邦 野口啓生                                 |
| 41   |                                                 |          | 高橋奈津子   | 阿泉紫苑                 | 山崎茂            | 南伸一郎 Yu Bong hyun                             |
| 42   |                                                 |          | 永野たかひろ | 山岡実                   | 山岡実            | 藤原彰人 飯飼一幸                                 |
| 43   |                                                 |          | 小林英造     | 山崎茂                   | 伊藤史夫          | 加野晃                                            |
| 44   |                                                 |          | 大知慶一郎   | 宮田亮                   | 宮田亮            | 栗尾昌宏 飯飼一幸                                 |
| 45   |                                                 |          | 田村安彦     | 藤原良二                 | 関田修            | 細川修平 大原和男                                 |
| 46   |                                                 |          | 永野たかひろ | 宮西哲也                 | 宮西哲也          | 加野晃                                            |
| 47   |                                                 |          | 大知慶一郎   | 吉村愛 新井宣圭          | 前園文夫          | 金子匡邦 野口啓生                                 |
| 48   | ja\|突然の学園新展開っ!? 転校生はルシファーっ!? |          | 根元歲三     | 小倉宏文                 | 高藤聡            | 飯飼一幸 牛島勇二                                 |
| 49   |                                                 |          | 根元歲三     | 關野關十                 | 關野關十          | 藤原彰人 加野晃                                   |

#### 主題曲
片頭曲
填詞、作曲：山本聰，編曲・主唱：GaGaGa SP
片尾曲
填詞：松浦有希，作曲：持田裕輔，編曲：Yousuke Mochida，主唱：

### 決鬥大師VSR
《決鬥大師VS》（Duel Masters Versus Revolution）2015年4月5日至2016年3月27日播出，「VSR」的解釋是「對戰革命」，全51話。

#### 主題曲
片頭曲
（第1－39話）
填詞：武留、作曲：shinpei，編曲：，主唱：SuG
（第40－51話）
填詞、作曲、編曲：前山田健一，主唱：
片尾曲
（第1－13話）
填詞：安田尊行，作曲：，編曲：長田直之，主唱：Pile
「Love & Peace」（第14－39話）
填詞：CROSS GENE、izumi，說唱：Brand Newjiq，作曲、編曲：koshin，主唱：CROSS GENE
「JIBUN」（第40－51話）
填詞：，作曲：輝喜，編曲：平出悟，主唱：

### 決鬥大師VSRF
《決鬥大師VSRF》（Duel Masters Versus Revolution Final）從2016年4月3日至2017年3月26日播出。「VSRF」的解釋是「對戰革命決賽」。

### 決鬥大師 2017年版
2017年4月2日播出至2020年3月29日，全153話。2018年4月1日起更題為《決鬥大師！》，全51話。2019年4月7日起更題為《決鬥大師！！》，全51話。

### 決鬥大師King
第1期2020年4月5日至2021年3月28日播出，全47話。
由于2019冠状病毒病疫情对动画制作的影响从5月3日起暂停播出改为重播第一集到第四集5月31日开始恢复播出。
第2期《決鬥大師King!》2021年4月4日至2022年3月27日播出全43話+特別篇8話。
第3期《決鬥大師King MAX》2022年4月3日至2022年8月28日播出全17話+重播5話

### 決鬥大師WIN
无印于2022年9月4日播出全29话。决斗学园篇于2023年4月2日播出。2024年3月1日，官方在生放送中宣布以网络形式延续动画企划。

## 网络动画

### 制作人员
原作・作画 :松本茂伸×金林洋
动画制作 : J.C.STAFF

## 劇場版

### 決鬥大師 闇之城的魔龍凰
《決鬥大師 闇之城的魔龍凰》（デュエル・マスターズ 闇の城の魔龍凰）2005年3月12日東寶系列公開，與《洛克人EXE 光與闇之遺產》同時上映。

### 決鬥大師 黑月的神帝
《決鬥大師 黑月的神帝》（デュエル・マスターズ 黒月の神帝）2009年9月19日東寶系列公開，與《劇場版企鵝的問題 幸福的青鳥》（劇場版ペンギンの問題 幸せの青い鳥でごペンなさい）同時上映。

### 決鬥大師 火焰的羈絆XX！！
《決鬥大師 火焰的羈絆XX！！》（デュエル・マスターズ 炎のキズナXX!!）2010年8月21日東寶系列公開，與《劇場版爆旋陀螺 鋼鐵戰魂 VS 太陽灼熱的侵略者》（劇場版メタルファイト ベイブレードVS太陽 灼熱の侵略者ソルブレイズ）同時上映。

## 外部連結
- （日語）Colo漫畫 （页面存档备份，存于）
- （日語）小学馆制作官网的决斗大师介绍页面 （页面存档备份，存于）
- （日語）電影決鬥大師 黑月之神帝｜企鵝的問題 官方網站
- （日語）決鬥大師電影官方網站「劇場版決鬥大師 炎之絆XX」